# Kościół Bożego Ciała w Tucholi
Kościół Bożego Ciała w Tucholi – rzymskokatolicki kościół parafialny w Tucholi, w województwie kujawsko-pomorskim. Należy do dekanatu Tuchola. Mieści się przy ulicy Świeckiej.

## Historia
Kościół został wybudowany w latach 1935-1939 z inicjatywy księdza, radcy Konstantego Franciszka Kreffta. Wieża ma około 40 metrów wysokości, w tym krzyż o wysokości 5 metrów. Pierwotnie wieża posiadała inny kształt. Była to wieża tępo ścięta, z ostrą wieżyczką z miedzi (wysoka na około 15 metrów), zakończona złotym krzyżem z koroną papieską i otoczona czterema mniejszymi narożnymi wieżyczkami, zwieńczonymi kulami. Cała świątynia zbudowana została  przez Edmunda Muzolfa, Bronisława Badtke i Bronisława Czortem z Kiełpina, pod nadzorem Pawła Zühlke. 
W kwietniu 1940 roku okupant hitlerowski, usunął wykonane z miedzi zwieńczenie wieży (czyli środkową wieżę z kulą i krzyżem) i narożne cztery mniejsze wieżyczki z kulami na szyczytach, przetapiając je na amunicję. Wieża została zwieńczona dwuspadowym dachem i umieszczono na niej krzyż o wysokości 2 metrów. 
Świątynia została konsekrowana w dniu 6 października 1946 przez biskupa ordynariusza chełmińskiego Kazimierza Józefa Kowalskiego podczas duszpasterzowania proboszcza księdza radcy Franciszka Aszyka. Przed konsekracją zostały usunięte szkody wojenne, zostały wykonane ławki, 4 konfesjonały i Droga Krzyżowa.